# Hiram (Geòrgia)
Hiram és una població dels Estats Units a l'estat de Geòrgia. Segons el cens del 2000 tenia 1.361 habitants.

## Demografia
Segons el cens del 2000, Hiram tenia 1.361 habitants, 481 habitatges, i 367 famílies. La densitat de població era de 174,6 habitants/km².
Dels 481 habitatges en un 38,7% hi vivien nens de menys de 18 anys, en un 55,9% hi vivien parelles casades, en un 14,8% dones solteres, i en un 23,7% no eren unitats familiars. En el 19,1% dels habitatges hi vivien persones soles el 4,4% de les quals corresponia a persones de 65 anys o més que vivien soles. El nombre mitjà de persones vivint en cada habitatge era de 2,83 i el nombre mitjà de persones que vivien en cada família era de 3,2.
Per edats la població es repartia de la següent manera: un 28,4% tenia menys de 18 anys, un 11,4% entre 18 i 24, un 33,7% entre 25 i 44, un 19,3% de 45 a 60 i un 7,3% 65 anys o més.
L'edat mediana era de 32 anys. Per cada 100 dones de 18 o més anys hi havia 96,2 homes.
La renda mediana per habitatge era de 50.069 $ i la renda mediana per família de 51.705 $. Els homes tenien una renda mediana de 36.048 $ mentre que les dones 24.483 $. La renda per capita de la població era de 19.254 $. Entorn del 4,1% de les famílies i el 5,2% de la població estaven per davall del llindar de pobresa.

## Poblacions més properes
El següent diagrama mostra les poblacions més properes.